# Aurel Romila
Aurel Romila (n. 10 august 1934 – d. 20 mai 2022)  a fost un medic psihiatru român.
A fost șeful Catedrei de Psihiatrie de la UMF „Carol Davila“ din București (1994–2004), unde, în prezent, este conducător de Doctorat. 
În cariera sa didactică la  UMF „Carol Davila“ din București și Universitatea Ecologică din București a predat o concepție psihopatologică modernă, sistematică, bazată pe o ideație clară și distinctă sub influența lui Descartes și Henri Ey.
A predat la Facultatea de Psihologie a Universității Ecologice din București. 
Din 1990, este președintele-fondator al Asociației Psihiatrilor Liberi din România (APLR). 
De-a lungul activității a participat la numeroase întâlniri științifice naționale și internaționale și a comunicat peste 200 de lucrări.
În 1982 a fost printre intelectualii care au suportat represiunea împotriva meditației transcendentale.
În anii '80 a lucrat la Centrul Ambulatoriu de Psihiatrie al Policlinicii Universitare Titan.
Autor a peste 200 de lucrări științifice, este cunoscut mai ales pentru tratatele Psihiatria (2004), considerat de specialiștii în domeniu „cea mai importantă sinteză de psihiatrie făcută vreodată la noi în țară”, Psihopatologie și psihologie clinică (2018) și Expresia psihopatologică în pictură (2019).  
A fost primul specialist din țară care a stabilit legături cu Societatea Internațională de Psihopatologia Expresei și de Art-Terapie de la Paris (Spitalul „Sainte-Anne“).
A inițiat și a clădit Pavilionul de Resocializare (astăzi Pavilionul 9) de la Spitalul Clinic de Psihiatrie „Prof. dr. Al. Obregia”, unde a activat din 1962 până în 2004. Centrul de Resocializare din incinta Spitalului „Alexandru Obregia”, inaugurat în 1994 de prof. dr. Aurel Romila, a întâmpinat la început o foarte mare rezistență.. Acesta a înființat 14 ateliere cu diverse activități și meserii pentru bolnavii internați. 
Resocializarea este o concepție originală în psihiatria contemporană, care a fost probată timp de mai mulți ani prin activitate productivă și recompensarea bănească a bolnavilor psihici cu 30% din valoarea produsului. Pe lângă aspectul economic, resocializarea a influențat metodele psihoterapice prin meloterapie, expresie plastică, teatru etc.
În plan filosofic Aurel Romila are două contribuții: concepe ontologia Sinelui ca sex și spirit, iar criza actuala o vede ca pe o regresie psihopatică în sex, bani și putere. 